# ملعب رودورو
ملعب رودورو هو ملعب كرة قدم يقع في مدينة غانغان الفرنسية . يسع الملعب لجلوس 18,040 متفرج . يعتبر الملعب الرسمي الذي يخوض فيه نادي غينغان مبارياته . تم افتتاح الملعب في سنة 1990 .